# Eichow
Eichow, niedersorbisch Dubje, ist ein Ortsteil der brandenburgischen Gemeinde Kolkwitz im Landkreis Spree-Neiße. Eichow war bis zum 5. Dezember 1993 eine selbständige Gemeinde; es liegt im sorbischen Siedlungsgebiet der Niederlausitz.

## Geographie

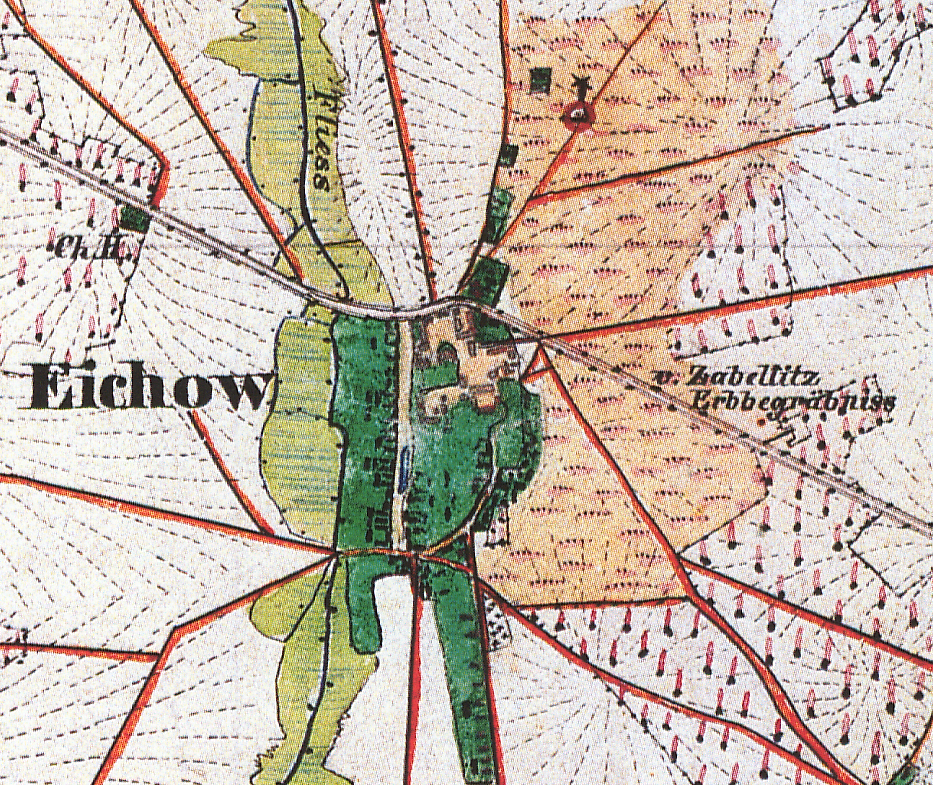
Eichow auf dem Urmesstischblatt von 1846

Eichow liegt 14 Kilometer westlich des Zentrums von Cottbus. Die Gemarkung grenzt im Norden an Babow, im Osten an Krieschow sowie an einem sehr kleinen Abschnitt an Wiesendorf, im Süden an Laasow (Gemarkungen Wüstenhain und Tornitz) und im Westen an Vetschau/Spreewald. Nördlich des Ortskerns befindet sich an der Stelle des früheren Vorwerkes ein Wasserwerk. Der Ort liegt auf einer Höhe von 65 m ü. NHN.
Westlich des Ortes zieht das Eichower Fließ von Süden nach Norden durch die Gemarkung, um sich nördlich von Eichow bei Babow mit dem Greifenhainer Fließ zu vereinen. Im Areal der früheren Ziegelei am Südende der Gemarkung befinden sich heute einige kleine Tümpel. Diese sind geschützte Landschaftsbestandteile.
Von Süden führt die L524 in den Ort hinein und endet an der L49, dem früheren Abschnitt der Bundesstraße 115, die durch den nördlichen Teil des Ortes hindurch führt. Südlich des Ortskerns verläuft die Bundesautobahn 15; auf Eichower Gemarkung befindet sich die PWC-Anlage Eichower Fließ/Dubje. Der Norden der Gemarkung wird von der Bahnstrecke Berlin–Görlitz gequert. Durch den Südteil der Gemarkung verläuft die Bahnstrecke Halle–Cottbus. Der Ort erhielt an dieser Strecke einen Haltepunkt.

## Geschichte
Der Ort erscheint erstmals in einer Urkunde aus dem Jahr 1458 unter dem Namen Eyche. Wahrscheinlich ist es die Übersetzung eines sorbischen Dubje = Ort, im oder am Eichwald, von nso. *dub = Eiche. Der Dorfstruktur nach war es eine breite Gasse.

### Besitzgeschichte
1458 wurde Hans von Seyffertitz. sonst Fuchs genannt zu Krieschow mit dem Ort Eichow belehnt. Schon bald danach wurde der Ort geteilt und bestand bis 1792 aus zwei Anteilen. Danach wurde Eichow wieder vereinigt und es gab nur noch ein Rittergut.

#### Anteilgut I und Gesamtgut ab 1792
1486 wurden die Brüder Jorgen, Bernt, Cristoff (I.) und Caspar (I.) von Seyffertitz mit dem Dorf Krieschow, der Hälfte des Dorfes Eichow und mit dem Gericht und etlichen Zinsen und Renten in Klein Lieskow belehnt. Im Lehenbrief wird bereits bestimmt, dass Jorg und Bernt von Seyffertitz genannt Fuchs das Dorf Krieschow und zwei Teile an dem Gericht in Klein Lieskow erhalten sollen, Cristoff und Caspar das Dorf Eichow und zwei Teile des Gerichts von Klein Lieskow. 1500 schworen Bernt, Cristoff und Caspar Gebrüder und Hans, Georg und Cristoff Georgs Söhne, die Fuchse genannt auf den brandenburgischen Kurfürsten Joachim I. und dessen Mitregenten Markgraf Albrecht. Georg war zu diesem Zeitpunkt schon verstorben.
Diese Hälfte von Eichow war 1536 im Besitz des Caspar (II.) von Seyffertitz, dem Sohn des obigen Christoph (I.), der diesen Anteil 1537 an seinen Vetter Christoph (II.) verkaufte, der Sohn des oben genannten Georg. Auf diesen folgte dessen Sohn Caspar (III.). 1561 war dieser Anteil von Eichow im Besitz eines Baltzer von Seyffertitz, auf den dessen Sohn Berndt d. Ä. folgte. 1590 übertrug der ältere Bernd seinem gleichnamigen Sohn den Anteil Eichow. Berndt d. J. verkaufte am 11. Mai 1597 seine Hälfte von Eichow wegen hoher Schulden an Dietrich von Zabeltitz auf Groß Leine.
Dietrich von Zabeltitz war der Sohn von Georg von Zabeltitz auf Groß Leine. Als er noch vor 1614 starb, hinterließ er die Söhne Christoph, Georg, Sebastian und Baltzer, die Töchter Margarethe, Anna und Eva sowie eine namentlich nicht sicher bekannte weitere Tochter (Elisabeth?). Am 12. Januar 1614 wurden Georg, Bastian und der noch unmündige Baltzer mit den Güter des verstorbenen Vaters belehnt. In die gesamte Hand aufgenommen waren Christoph zum Lein (Groß Leine), Wolf Ernst auf Gablenz, Christophs sel. zum Topper drei unmündigen Söhne, Christoph, Caspar und Friedrich, Christoph, Antonius sel. Sohn zu Ranzow und Cottbus für sich und die unmündigen Söhne seines verstorbenen Bruders Georg, Antonius und Friedrich zu Ullersdorf. Georg ist auf Gablenz ansässig. Sebastian/Bastian übernahm später allein die Hälfte von Eichow. Er war mit Barbara von Kracht, Tochter des Ernst von Kracht aus dem Hause Strega (nördlich Forst (Lausitz), heute Strzegów (Gubin) in Polen) verheiratet. Der Leibgedingebrief datiert vom 7. Oktober 1625, während die Ehestiftung mit dem 7. Oktober 1630 datiert ist, die sogar erst am 1. April 1635 bestätigt wurde. Ernst von Kracht hatte 1621 die Güter Klinge und Gosda im Cottbusischen Kreis gekauft. Der Anteil von Sebastian von Zabeltitz an Eichow umfasste 1635 vier Ritterhufen, 20 Bauernhufen, 14 Gärtner, drei Büdner, zwei Schäfer und eine Mühle. Er starb allerdings bereits 1637. Die drei Söhne Dietrich, Ernst und Bastian waren zu diesem Zeitpunkt noch unmündig. Anlässlich der Huldigung für den brandenburgischen Kurfürsten Friedrich Wilhelm („der Große Kurfürst“) und der Wiederbelehnung seiner Vasallen im Jahre 1644 erschienen die drei Brüder nicht. Hans Albrecht von Wolfersdorf entschuldigte die drei Brüder, dass sie alle noch unmündig seien. Alle drei Brüder gingen in Kriegsdienste und galten lange als verschollen. Die Mutter Barbara von Kracht verheiratete sich wieder mit dem Rittmeister Abraham von Werdeck, der anscheinend die Verwaltung des Rittergutes übernahm. Für 1652 nennt Gerhard Krüger als Besitzer von Eichow Bastian von Zabeltizes Seel. Erben. Da die drei Söhne des Bastian von Zabeltitz verschollen waren, übertrug der brandenburgische Kurfürst das Anteilsgut Eichow an den Vetter Christoph Sigismund von Zabeltitz auf Topper. Dieser verstarb aber schon 1658. Darauf folgte als nächster Agnat Friedrich von Zabeltitz von Topper.
1660 tauchte dann doch der Sohn Ernst des Sebastian wieder auf, wurde als rechtmäßiger Erbe anerkannt und erhielt die Hälfte von Eichow. Er war mit Benigna Tugendreich von Loeben verheiratet, die 2000 Taler Ehegeld mit in die Ehe brachte. 1679 kaufte er den zweiten Anteil von Eichow von seinem Schwager Seyfried von Loeben. Die Ehe von Ernst Zabeltitz und Benigna Tugendreich von Loeben blieb kinderlos und nach dem Tod des Ernst gingen die beiden Anteile erneut getrennte Wege. Anteil I fiel an die Mitbelehnten Friedrich und Caspar von Zabeltitz auf Topper, Anteil II behielt die Witwe des Ernst, Benigma Tugendreich, die das Anteilsgut bald darauf an Kurt Hildebrand von Loeben verkaufte.
1695 starb Caspar von Zabeltitz; dessen Erben überließen Eichow dem anderen Mitbesitzer Friedrich von Zabeltitz für 9000 Taler. Auf Friedrich folgte dessen Sohn Egidius Leonhard (* 1. September 1686), der Sofie Marianne von Normann, Tochter des Dubislaff Philipp von Normann und der Eleonore Gottliebe von Zabeltitz aus dem Hause Illmersdorf heiratete. Aus der Ehe gingen fünf Söhne hervor. Erben wurden die Söhne Hans Ernst (* 1729) und Christian Erdmann (* 1730). Beide Brüder traten in militärische Dienste. Gulde nennt für 1787 den Hans Ernst von Zabeltitz als Besitzer von Eichow. Dieser brachte es in der königlich-preußischen Armee bis zum Generalmajor. Er kämpfte in mehreren Schlachten des Siebenjährigen Krieges und wurde mit dem Orden Pour le Mérite ausgezeichnet. Christian Erdmann war zwar Mitbesitzer von Eichow, lebte aber mit seiner Frau Benigma Tugendreich von Zschertwitz aus dem Hause Briesen (verwitwete von Thierbach) auf dem Zschertwitzschen Gut in Briesen. Hans Ernst von Zabeltitz kaufte von dem Geheimrat von Schmettau auch die andere Hälfte von Eichow (Anteilgut II). 1780 war er auch im Besitz von Komptendorf. Hans Ernst von Zabeltitz hatte mit Maria Eleonore von Mackrodt aus dem Hause Schillencken in Ostpreußen einen unehelichen Sohn Hans Wilhelm Leopold. Er wurde später legitimiert unter dem Namen Zobel von Zobeltitz. Am 17. Mai 1791 starb der Generalmajor Hans Ernst von Zabeltitz in Grumbkowkaiten in Ostpreußen.
Das Anteilgut I fiel an die Söhne seines Bruders Christian Erdmann, der bereits 1786 verstorben war. Das Anteilgut II erbte dagegen sein Sohn Hans Wilhelm Leopold Zobel von Zobeltitz. Die Söhne des Christian Friedrich, Friedrich Egidius Leopold (1762–1841) und Carl Christian Gottlob von Zabeltitz (1764–1816) wählten wie ihr Vater und Onkel ebenfalls bereits in jungen Jahren die militärische Laufbahn. Während Friedrich Egidius Leopold 1796 als Hauptmann aus der Armee ausschied, blieb Carl Christian Gottlob bis zu seinem Tod 1816 beim Militär; er brachte es bis zum Obristlieutenant.
Friedrich Egidius Leopold von Zabeltitz kaufte 1792 das Anteilgut II von seinem Vetter Hans Wilhelm Leopold Zobel von Zobeltitz und vereinigte Eichow nun endgültig in einer Hand. Er ließ ein neues Gutshaus und neue Wirtschaftsgebäude errichten. Er war in erster Ehe mit einer NN Lehmann verheiratet, einer Tochter des Bauinspektors Lehmann. In zweiter Ehe heiratete er am 4. Juli 1797 Caroline von Langenn (1780–1862), Tochter des Friedrich Moritz Sigismund von Langenn und der Christine Ernestine von Steinkeller von Kittlitz. Der einzige Sohn des Paares Friedrich Wilhelm Egidius Leonhard (1807–1884) erbte das Gesamtgut Eichow. Er heiratete am 28. Mai 1833 Isabella Leontine Sofie Gräfin zu Lynar (* 24. Januar 1815), Tochter von Heinrich Ludwig Graf zu Lynar und der Caroline Ernestine Friederike geb. von Knoch. Erbe von Eichow war deren Sohn Friedrich Ludwig Leonhard (1844–1884). Er war mit Elisabeth von Köller verheiratet, Tochter des namhaften Generallandschaftrats für Pommern Matthias von Köller. Aus der Ehe stammte der Sohn und Erbe Leonhard Matthias Ernst von Zabeltitz (1871–1953), der seit 1899 mit Elisabeth Gräfin Pourtalès verheiratet war. Er begann seine Laufbahn auf der Ritterakademie Brandenburg, wurde Oberleutnant und übernahm 1896 die Begüterung. Der Gutsbesitzer betrieb das Rittergut nicht selber, 1914 war es an Rudolf Trautmann verpachtet. 1929, also kurz vor der großen Wirtschaftskrise war das Rittergut innerhalb der Familie verpachtet, Verwalter war W. von Gerdthell. Der Besitz beinhaltete 905 ha Land, davon 584 ha Forsten.
Das Rittergut Eichow übertrug er noch vor 1945 an seinen Sohn Roderich Egidius Leonhard von Zabeltitz (1902–1982), der mit Anne-Marie von Klitzing verheiratet war. Er war der letzte Rittergutsbesitzer auf Eichow und wurde 1945 vertrieben, und 1946 auch formal enteignet.

#### Anteilgut II
Die andere Hälfte war vor 1495 in den Besitz von Hans Seben (Sebin, Zeben) gelangt. Nach dessen Tod in diesem Jahr wurden dessen zwei Söhne Nickel und Hans mit der Hälfte von Eichow belehnt. Auf die zwei Brüder folgte ein Wenzel von Seben, der der Sohn eines der beiden Brüder war. Er hatte keine Erben und so fiel 1539 diese Hälfte von Eichow als erledigtes Lehen an den brandenburgischen Markgrafen Johann von Küstrin heim. Er verlieh sie erneut an den Hauptmann von Cottbus Heinrich d. Ä. von Pack. Anscheinend war er in Geldschwierigkeiten, denn er musste sein Anteilgut 1539 an die Kapelle Unser Lieben Frauen im Haine zu Cottbus und Peter Zschanewitz zu Wüstenhain verpfänden gegen ein Darlehen von 400 Joachimsthalern. Erbe war dessen Sohn Heinrich d. J. von Pack, der 1574 mit der Hälfte von Eichow belehnt wurde. 1583 brachte Heinrich von Pack d. J. drei Pferde zur Musterung in guter, wolgeputzter Rustung mit. Er betonte aber, dass er nur zweieinhalb Pferde zu stellen hätte, zwei Ritterpferde wegen des Dorfes Papitz und ein halbes wegen Eichow. 1588 ist Heinrich von Pack ohne Leibeserben gestorben und der Anteil Eichow fiel an den Landesherrn heim. 1593 und 1609 ist Adam von Schlieben zu Papitz Besitzer des Kruges zu Eichow. Wahrscheinlich erwarb er zeitgleich oder später auch das Anteilgut II in Eichow. Adam von Schlieben war der Sohn des Johanniter-Komturs Andreas von Schlieben auf Lagow. Nach Studien in Frankfurt a. Oder und Wittenberg wurde er 1573 Kammerjunker bei der Witwe des Johann von Küstrin. 1576 wurde er Kammergerichtsrat in Berlin. 1578 wurde er vom brandenburgischen Kurfürsten auf den Deputationstag nach Worms geschickt. In den folgenden Jahren unternahm er Reisen nach Italien, Spanien, Nordafrika, Portugal, Frankreich, England und Schottland sowie nach Konstantinopel. 1584 heiratete er in erster Ehe Anna Marie von Hoym und 1585 in zweiter Ehe mit Barbara von Flanß, Tochter des (späteren) Hofmeisters und Hauptmanns zu Fürstenwalde Kaspar von Flanß. 1585 wurde er Statthalter des Johanniterherrenmeisters Martin Graf von Hohenstein in Sonnenburg. Er bekam die Anwartschaft auf eine der Johanniterkomtureien Lagow oder Lietzen. 1588 war er wieder im Gefolge des brandenburgischen Kurfürsten und wurde Domherr zu Brandenburg an der Havel. 1596 erhielt er schließlich die Johanniterkomturei Lietzen. Er besaß außerdem noch das Rittergut Papitz mit Zubehör Ruben. Adam von Schlieben starb am 6. Mai 1628 in Lietzen, seine Frau Barbara Flanß am 6. Juni 1631 in Gorgast. Erbe war sein Sohn Maximilian von Schlieben, der sich 1628 mit Lucia Maria von Trott verheiratete. Ihre Ehestiftung über das mitgebrachte Ehegeld der Lucia Maria von Trott in Höhe von 5000 Talern vom 12. Februar 1628 wurde am 26. September 1654 bestätigt. Er wurde ebenfalls Johanniterkomtur auf Lietzen. 1644 legte Maximilian von Schlieben die Lehenspflicht bei der Erneuerung der Lehen nach dem Regierungsantritt des brandenburgischen Kurfürsten Friedrich Wilhelm ab. Der Sohn seines verstorbenen Bruder Johann Ernst namens Adam, sollte in die gesamte Hand aufgenommen werde, war aber zum Zeitpunkt abwesend. Er sollte das Ablegen der Lehenspflicht später nachholen. 1678 verstarb Maximilian von Schlieben.
Nachfolger auf der Kommende Lietzen wurde sein Sohn Adam Georg von Schlieben. 1678 verkaufte er sein Anteilsgut Eichow und das Rittergut Papitz mit Ruben an Seyfried von Loeben auf Krieschow, Kunersdorf und Limberg, der Eichow jedoch nach nur einem Jahr an Ernst Ewald von Zabeltitz verkaufte. Dieser konnte somit für kurze Zeit beide Teile von Eichow vereinigen. Nach dessen Tod erhielt jedoch seine Witwe Benigma Tugendreich das Anteilsgut II, während Anteilsgut I an Friedrich und Caspar von Zabeltitz in Topper fiel. Die Witwe Benigma Tugendreich verkaufte Anteil II an Kurt Hildebrand von Loeben, der es 1679 für 9900 Taler an den damaligen Kommandanten der Festung Peitz, Alexander von Friedeborn verkaufte. Dieser verkaufte es 1701 an Elisabeth von Hünecken, die 1717 in zweiter Ehe Geheimrat Georg von Stuart heiratete. Aus ihrer Ehe mit einem NN Hünecke hatte sie die Söhne Philipp Wilhelm und Georg Ernst. Phillip Wilhelm war königlich-dänischer Leutnant a. D. und Georg Ernst besuchte noch das Joachimsthalsche Gymnasium. 1722 und 1724 ist Georg von Stuart als Besitzer von Anteilgut II Eichow genannt. 1722 war er in einen erbitterten Rechtsstreit mit seinem Gutsnachbarn Egidius Leonhard von Zabeltitz auf Anteilsgut I verwickelte. Der Ausgang ist leider nicht bekannt. Für 1736 werden nun die von Hünecke als Besitzer von Eichow II genannt. 1740 sollte Heinrich Wilhelm von Hünecken den Huldigungseid auf den neuen brandenburgischen Kurfürsten und König in Preußen Friedrich II. leisten, er war zu diesem Zeitpunkt aber abwesend. 1764 wurde Eichow II vom königlich-preußischen Geheimen Rat und Direktor der kurmärkischen Kriegs- und Domänenkammer Heinrich Wilhelm von Schmettau (1702–1767) erworben. Er hatte 1737 Friedrike Wilhelmine Freiin von Schmettau, die Tochter des königlich-dänischen Generalleutnant Friedrich Wilhelm von Schmettau und der Anna Margarethe Brandt geheiratet. Das Paar hatte mehrere Söhne, von denen Karl Ludwig von Schmettau halb Eichow erbte. Er war königlich-preußischer Major und Rendant der kurmärkischen Subventionskasse. Er war mit Karoline Tugendreich von Reichling (1749–1811) verheiratet; sie war eine Tochter des kursächsischen Majors Georg Wilhelm von Reichling und der Charlotte Friederike von Zabeltitz.
Karl Ludwig von Schmettau verkaufte um 1780 seine Hälfte von Eichow (Anteilgut II) an den Generalmajor Hans Ernst von Zabeltitz, den Besitzer von Anteilgut I. 1780 war er auch im Besitz von Komptendorf. Hans Ernst von Zabeltitz hatte mit Maria Eleonore von Mackrodt aus dem Hause Schillencken in Ostpreußen einen unehelichen Sohn Hans Wilhelm Leopold. Er wurde später legitimiert unter dem Namen Zobel von Zobeltitz. Am 17. Mai 1791 starb Hans Ernst von Zabeltitz in Grumbkowkaiten in Ostpreußen. Eichow wurde nun noch einmal geteilt. Das Anteilgut Eichow I fiel an die Söhne seines Bruders Christian Erdmann, der bereits 1786 verstorben war. Das Anteilgut II erbte dagegen sein Sohn Hans Wilhelm Leopold Zobel von Zobeltitz. 1792 kaufte Friedrich Egidius Leopold von Zabeltitz das Anteilgut II von seinem Vetter Hans Wilhelm Leopold Zobel von Zobeltitz und vereinigte Eichow damit endgültig in einer Hand. Noch 1828 bestanden aber formal ein erster und zweiter Anteil an Eichow, die freilich beide im Besitz des Hauptmanns a. D. Friedrich Egidius Leopold von Zabeltitz waren. 1857 weisen damalige Handmatrikel Bernhard von Zabeltitz als Eigentümer aus. 1879 datiert das erstmals amtlich publizierte General-Adressbuch der Rittergutsbesitzer der Provinz Brandenburg 1000 ha für Herrn von Zabeltitz sen. aus, Pächter ist Herr von Zabeltitz jun. Zum Gut gehörte eine Ziegelei.
| Jahr      | 1783 | 1818 | 1846 | 1852 | 1875 | 1890 | 1910 | 1925 | 1939 | 1946 | 1950 | 1964 | 1971 | 1981 | 1991 | 1992 |
| Einwohner | 352  | 358  | 470  | 517  | 525  | 492  | 462  | 501  | 445  | 724  | 693  | 533  | 504  | 558  | 409  | 416  |

### Dorfgeschichte
Im Jahr 1635 gehörten nach Houwald zum Anteilgut I vier Ritterhufen, 20 Bauernhufen, 14 Gärtner, drei Büdner, zwei Schäfer und eine Mühle. Nach Rudolf Lehmann beschreiben diese Zahlen das gesamte Dorf. Nach der Beschreibung von Bratring, der 25½ Hufen für Eichow angibt, dürfte damit eher die Anhabe von Lehmann zutreffen. 1652 wird genannt, der Schulze und vier Wirte mit je einer Hufe, sieben Gärtner und ein Büdner. Ein wüstes Bauerngut, vier Bauernhufen und zwei Gärtner waren zum Vorwerk geschlagen worden. Auf dem Weinberg bei Eichow wurde noch bis in die Frühe Neuzeit hinein Weinbau betrieben. 1718/9 gehörten zum Rittergut vier Ritterhufen und acht angekaufte Bauernhufen. Es gab noch zwölf Hufen in bäuerlichen Besitz, die von zwölf Bauern bewirtschaftet wurden. Auf jedem Bauernhof standen vier Pferde, fünf Stück Rindvieh und drei Schweine. Hinzu kamen noch fünfeinhalb Kossätenhufen. Außerdem wohnten 14 Gärtner im Ort. Es gab eine Windmühle, zu der eine Drittelhufe gehörte und drei Büdner. Die Äcker wurden in Zweifelderwirtschaft jährlich besät. E wurden einige Bienenstöcke aufgestellt und das Dorf hatte etwas Fischerei. Die Weide war allerdings nur mittelmäßig, da sie oft überschwemmt wurde. Das Brennholz musste angekauft werden. Die Windmühle war an einen Knecht verpachtet. Der Krüger konnte keine Angaben über den Bierausschank machen. 1787 wurden 58 Feuerstellen (Häuser) in Eichow gezählt, in denen 352 Einwohner lebten. Für 1805 bringt Bratring folgende Angaben: 11 Ganzbauern (oder Vollbauern), 20 Kossäten, 18 Büdner, 1 Radmacher, ein Schmied und einen Leinweber. Es gab eine Windmühle beim Ort, die bewirtschaftete Fläche war in 25½ Hufen eingeteilt. Die Zahl der Häuser war auf 61 Feuerstellen angestiegen, die Einwohnerzahl betrug 393 Menschen. Die Windmühle stand nordöstlich des Dorfes auf einem kleinen Hügel. 1818 hatte Eichow 358 Einwohner, die an 59 Feuerstellen wohnten. Die Eichower Windmühle war unbewohnt. 1840 zählte man im Dorf 64 Häuser und 407 Einwohner.
In den 1840er Jahren wurde die Chaussee von Lübben nach Cottbus gebaut. Westlich vom Ortskern Eichow wurde ein Chausseehaus zur Einziehung des Chausseegeldes gebaut (heute Grundstück Vetschauer Straße 26). 1864 wird Eichow als Dorf mit einer Windmühle und einer Chausseegeldhebestelle beschrieben. In 66 Häusern lebten 511 Menschen.
Ende der 1860er und Anfang der 1870er Jahre wurde die Bahnlinie Halle-Cottbus gebaut, der Bahnhof Eichow wurde zeitgleich mit der Strecke am 1. Dezember 1871 in Betrieb genommen. Nördlich des Bahnhofes Eichow siedelte sich ab 1866 eine Ziegelei an, die Schadesches Ziegeletablissement genannt wurde. 1876/7 ist auch von einem Ziegeleietablissement der Gutsherrschaft Eichow die Rede. 1885 wird ein Ziegeleibesitzer Gustav Adolf Kahle genannt. Für das Rittergut wird eine Größe von 1001 ha genannt, 340 ha Acker, 170 ha Wiesen, 131 ha Hutung und 360 ha Wald.
Im Jahr 1914 hatte das Rittergut eine Größe von 1028 ha, davon entfielen 262 ha auf Äcker, 170 ha auf Wiesen, 55 ha auf Weiden, 508 ha auf Wald, 33 ha auf Unland, Hofräume, Wege usw.
Aus der nördlich des Bahnhofs gelegenen Ziegelei entwickelte sich die Dampfziegelei Eichow. Auf dem Gelände siedelte sich die Drahtziegelfabriken Saure & Sporkenbach an. Treuhänder war Hermann Gullach. Ende der 1930er Jahre wurde die Reichsautobahn Berlin-Breslau (heutige A 15) gebaut, die über die Gemarkung Eichow führt. Im Jahr 1940 wurde im Rittergut Eichow ein Umschulungslager der Nationalsozialisten untergebracht.
1945 war der Inhaber der Ziegelei ein Paul Zickelbein, der auch ein Baugeschäft in Cottbus hatte. Er wurde nach dem Zweiten Weltkrieg enteignet. Nach 1945 wurden auch die Mitteldeutschen Drahtziegelgewebewerke Eichow (ehemals Gustav Saure) wiederaufgebaut. Der Personenverkehr am Bahnhof Eichow wurde 1999 eingestellt.

### Kirchliche Geschichte
Eichow war 1805 und 1818 eingekircht nach Krieschow, 1930 nach Papitz. Heute (2016) gehört Eichow zur Evangelischen Kirchengemeinde Papitz-Krieschow des Pfarrsprengels Papitz im Kirchenkreis Cottbus.

### Politische und kommunale Zugehörigkeit
Eichow liegt in der Niederlausitz und gehört zur Herrschaft Cottbus, aus der sich ab Mitte des 18. Jahrhunderts zusammen mit der Herrschaft Peitz der Cottbusische Kreis herausbildete. Auch nach der Kreisreform von 1816 verblieb Eichow im Kreis Cottbus, ebenso nach den Kreisreformen von 1950 und 1952 in der damaligen DDR. Nach Ausgliederung der Stadt Cottbus wurde der Kreis in Cottbus-Land umbenannt, der nach der Wende schließlich nach in Landkreis Cottbus umbenannt wurde. Mit der Kreisreform von 1952 wurden auch die Länder der DDR aufgelöst und neue Bezirke geschaffen. Der Kreis Cottbus wurde dem neuen Bezirk Cottbus zugewiesen.
Ausgehend von den Steinschen Reformen war Eichow eine Landgemeinde geworden, der allerdings der wesentlich größere Gutsbezirk gegenüber stand (Gemeindebezirk: 456 ha, Gutsbezirk 1028 ha). Mit der Bildung vom Amtsbezirken 1874 in Preußen wurde Eichow ein eigener Amtsbezirk, zu dem auch Babow, Milkersdorf, Kunersdorf und Papitz gehörte. Amtsvorsteher war der Rittergutspächter und Premierlieutenant a. D. von Zabeltitz auf Eichow, sein Stellvertreter Rittergutsbesitzer von Zabeltitz auf Eichow. 1928 wurden Gemeindebezirk und Gutsbezirk vereinigt. Eichow blieb bis zum 5. Dezember 1993 selbständige Gemeinde. Zum 6. Dezember 1993 schloss es sich mit Babow, Glinzig, Gulben, Hänchen, Klein Gaglow, Kolkwitz, Krieschow, Limberg, Milkersdorf und Papitz zur neuen Gemeinde Kolkwitz zusammen. Es ist seither ein Ortsteil von Kolkwitz.
In Eichow wird ein aus drei Personen bestehender Ortsbeirat direkt in einer Bürgerversammlung gewählt. Seit 2024 ist Maria Hinz Ortsvorsteherin von Eichow, ihre Stellvertreter sind Reiner Roblick und Andrè Mienkus.

### Sprache
Laut der Statistik von Arnošt Muka waren im Jahr 1884 von insgesamt 548 Einwohnern 513 Sorben bzw. Wenden (94 %) und 35 Deutsche. Ernst Tschernik ermittelte 1956 noch einen sorbischsprachigen Bevölkerungsanteil von 22,3 %.

## Denkmale und Sehenswürdigkeiten
Die Denkmalliste des Landes Brandenburg für den Landkreis Spree-Neiße verzeichnet ein Baudenkmal und 22 Bodendenkmale.

### Baudenkmal

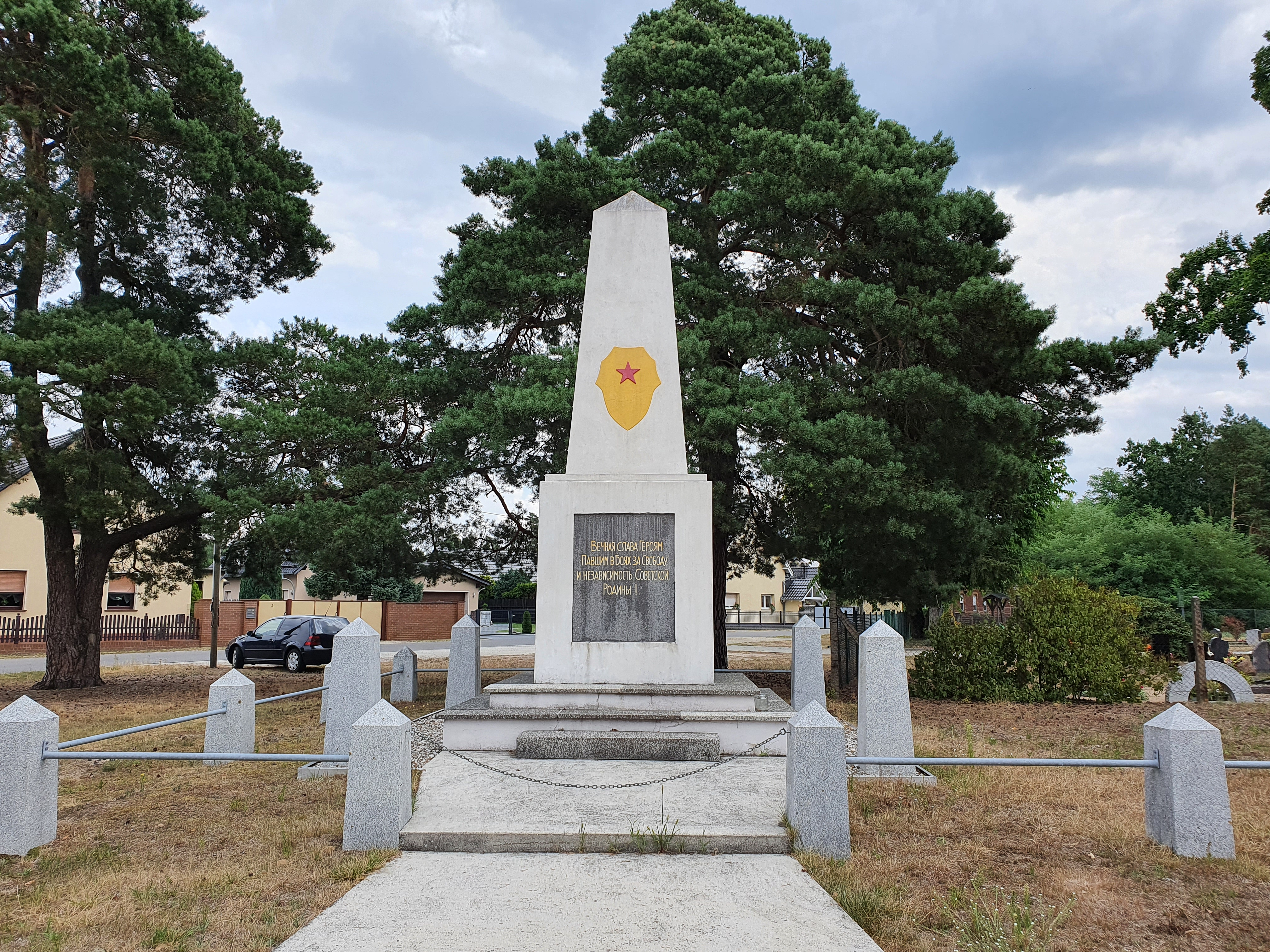
Sowjetischer Ehrenfriedhof Eichow

Die Denkmalliste verzeichnet nur ein Baudenkmal:
- Nr. 09125206 Sowjetischer Ehrenfriedhof im Dorfring

### Bodendenkmale
- Nr. 120370 Flur 1: ein Gräberfeld der Eisenzeit, ein Gräberfeld der Bronzezeit
- Nr. 120371 Flur 1: eine Siedlung des slawischen Mittelalter
- Nr. 120372 Flur 2: eine Siedlung der Bronzezeit, eine Siedlung der Eisenzeit
- Nr. 120373 Flur 1: eine Siedlung der Eisenzeit, eine Siedlung der Bronzezeit
- Nr. 120374 Flur 2: eine Siedlung der Eisenzeit, eine Siedlung der Bronzezeit
- Nr. 120375 Flur 2: eine Siedlung der Bronzezeit
- Nr. 120376 Flur 1: eine Siedlung der Urgeschichte
- Nr. 120377 Flur 2: eine Siedlung der Bronzezeit
- Nr. 120378 Flur 2: eine Siedlung der Eisenzeit, eine Siedlung des slawischen Mittelalter, eine Siedlung der Bronzezeit
- Nr. 120379 Flur 2: eine Siedlung der Eisenzeit
- Nr. 120380 Flur 1: eine Siedlung des slawischen Mittelalter
- Nr. 120381 Flur 2: eine Siedlung der Eisenzeit, eine Siedlung der Bronzezeit
- Nr. 120382 Flur 2: eine Siedlung der Eisenzeit, eine Siedlung der Bronzezeit
- Nr. 120383 Flur 2: ein Gräberfeld der Bronzezeit, ein Gräberfeld der Eisenzeit
- Nr. 120384 Flur 1: eine Siedlung der Bronzezeit
- Nr. 120385 Flur 1: eine Siedlung des Neolithikum, eine Siedlung der Bronzezeit, Siedlung der Eisenzeit
- Nr. 120386 Flur 1: ein Gräberfeld der Bronzezeit
- Nr. 120388 Flur 1: eine Siedlung der Urgeschichte
- Nr. 120389 Flur 1: eine Siedlung der Bronzezeit
- Nr. 120390 Flur 1: eine Siedlung der Eisenzeit
- Nr. 120393 Flur 2: der Dorfkern des deutschen Mittelalter, der Dorfkern der Neuzeit
- Nr. 120434 Flur 1: ein Gräberfeld der Bronzezeit

## Freizeit, Vereine und Kultur
1964 wurde der Kleintierzuchtverein Eichow e. V. gegründet. Nach längerer Pause organisierten die Mitglieder 2015 wieder eine Vereinsschau. 1997 gründete sich der Radfahrverein Eichow 1997 e. V. 2003 feierte die Freiwillige Feuerwehr Eichow ihr 75-jähriges Bestehen mit einem dreitägigen Fest.